# 盐酸胍
盐酸胍是胍的盐酸盐，通常可以缩写为GuHCl，有时也会写作GdnHCl或GdmCl。

## 制备与结构
盐酸胍可由氰胺和氯化铵在乙醇中于100 °C反应得到：
{\displaystyle \mathrm {H_{2}N{-}C{\equiv N}+\ NH_{4}Cl{\xrightarrow {\ }}} } {\displaystyle \mathrm {\ (H_{2}N)_{2}C{=}NH\cdot HCl\ \rightleftharpoons \ (H_{2}N)_{3}C^{+}\ +\ Cl^{-}} }
盐酸胍属正交晶系，空间群为Pbca，其晶体结构包含胍阳离子（C(NH2)3+）和氯阴离子（Cl-），由N–H…Cl 氢键连接。